# Baojingtang congshu
Baojingtang congshu (chinesisch 抱經堂叢書 / 抱经堂丛书, Pinyin Bàojīngtáng cóngshū, W.-G. Pao-tsing-tang tsung-shu, englisch Collectanea of the Hall of the Embracement of the Classics) ist ein von dem konfuzianischen Gelehrten und Philosophen Lu Wenchao (1717–1796) zusammengestelltes congshu aus der Zeit der Qing-Dynastie (1644–1911), das für seine hervorragende Korrekturlesung und Qualität bekannt ist und dieses Sammelwerk zu einem der einflussreichsten Buchreihen in der Geschichte Chinas macht. Im Hanyu da zidian beispielsweise wird es häufig herangezogen.

## Einführung
Lu Wenchao (盧文弨 / 卢文弨,  Lu Wen-ch'ao) war ein bedeutender Texteditor, insbesondere von Texten aus der Zeit vor der Qin-Dynastie. Viele Jahre seines Lebens widmete er  jiaokan (校勘,  jiàokān)-Studien, d. h. dem Zusammenstellen früher chinesischer Texte und ihrem Vergleich, um die richtige Version zu ermitteln. Das Baojingtang congshu, das zwischen 1782 und 1797 gedruckt wurde, enthält eine Reihe von Texten, die er herausgab, und auch eigene Texte von ihm. Es umfasst 21 Bücher mit einer Gesamtlänge von 263 juan.
Lu Wenchao kommentierte viele alte Schriften und überarbeitete einige ältere Kommentare. Er führte auch Forschungen zu Buchkatalogen durch und überarbeitete die bibliographischen Abhandlungen einiger offizieller Dynastiegeschichten. Die Ergebnisse seiner Forschungen sind in dem in der Reihe enthaltenen Buch Qunshu shibu 群書拾補 zusammengestellt. Die neuen Kommentare, die Lu Wenchao verfasste, basieren auf hochwertigen Ausgaben alter Werke, wie einigen der konfuzianischen Klassiker (Shangshu, Yili), oder Historien (Yi Zhoushu) und philosophische Abhandlungen (Xunzi, Chunqiu fanlu), aber auch Schriften späteren Datums.
Die Reihe von Lu Wenchao ist eine wichtige Sammlung von Korrekturen zu Kommentaren älteren Datums. Seine Forschungen wurden mit großer Sorgfalt durchgeführt und sind sehr zuverlässig. Sie bilden einen Meilenstein der chinesischen Textkritik.
Das Baojingtang congshu wurde vom Kompilator selbst gedruckt. Im Jahr 1923 veröffentlichte die Zhili-Verlag (Zhili shuju 直隸書局) in Peking ein Faksimile der ersten Ausgabe.
Die Schriften von Lu Wenchao sind größtenteils in der Ausgabe seiner Schriften mit dem Titel Baojingtang wenji (抱經堂文集,  抱经堂文集) vereint, das Hanyu da zidian führt in seiner Bibliographie als verwendete Ausgabe die vom Sibu congkan 四部丛刊 nachgedruckte ursprüngliche Blockdruck-Ausgabe an.
Die meisten Schriften der Schriften von Lu Wenchao sind im Sammelwerk Baojingtang congshu (抱经堂丛书) enthalten.

## Gliederung
Die folgende Übersicht liefert in a) einer kürzeren und b) einer (einklappbaren) ausführlicheren Version en détail Angaben zu den enthaltenen einzelnen Buchtiteln, dem Umfang (in juan) und dem Autor der Reihe Baojingtang congshu 抱經堂叢書 von (Qing) Lu Wenchao 盧文弨 (Komp.), Ausgabe 1784–1796, von Meister Lu aus Yuyao 餘姚盧氏; Faksimile aus dem Jahr 1923 von Beijing Zhili Shuju 北京直隸書局.
Kurzübersicht:
Seinen Kernbestand bilden die siebzehn Titel: Jingdian shiwen 經典釋文, Yili zhushu xiangjiao 儀禮注疏詳校, Yi Zhoushu 逸周書, Baihutong 白虎通, Youxuan shizhe juedai yu shi bieguo fangyan 輶軒使者絕代語釋别國方言, Xunzi 荀子, Xinshu 新書, Chunqiu fanlu 春秋繁露, Yanshi jiaxun 顔氏家訓, Qunshu shibu chubian 羣書拾補初編, Xijing zaji 西京雜記, Duduan 獨斷, Sanshui xiaodu 三水小牘, Zhongshan zhaji 鍾山札記, Longcheng zhaji 龍城札記, Jiechong jiwen chao 解舂集文鈔, Baojingtang wenji 抱經堂文集.
INHALTSÜBERSICHT

En détail (Anmerkung zu häufig wiederkehrenden Kürzeln: Das Wort „juan“ (卷) ist eine (chinesische) Form der Bandangabe, „App.“ steht für Appendix (Anhang), Angaben wie z. B. „(Han)“, „(Tang)“ oder „(Qing)“ usw. stehen für die Dynastien.):
- Jingdian shiwen 經典釋文, 30 juan, App. Kaozheng  (附)考證, 30 juan, (Tang) Lu Deming 陸德明; (Qing) Lu Wenchao 盧文弨 (Komm.)
- Yili zhushu xiangjiao 儀禮注疏詳校, 17 juan (Qing) Lu Wenchao 盧文弨
- Yi Zhoushu 逸周書, 10 juan, App. Jiaozheng buyi (附)校正補遺, 1 juan (Jin) Kong Chao 孔晁 (Komm.); (Qing) Lu Wenchao 盧文弨 (Komm.)
- Baihutong 白虎通, 4 juan, App. Quewen 闕文, 1 juan, App. Jiaokan buyi  (附)校勘補遺, juan, App. Kao (附)考, 1 juan (Han) Ban Gu 班固; (Qing) Lu Wenchao 盧文弨 (Komm.), Zhuang Shuzu 莊述祖 (rev.)
- Youxuan shizhe juedai yu shi bieguo fangyan (Fangyan) 輶軒使者絕代語釋別國方言 (方言), 13 juan, App. Jiaozheng buyi (附)校正補遺, 1 juan, (Han) Yang Xiong 揚雄; (Jin) Guo Pu 郭璞 (Komm.); (Qing) Lu Wenchao 盧文弨 (Komm.)
- Xunzi 荀子, 20 juan, App. Jiaokan buyi (附)校勘補遺, 1 juan	(Zhou) Xun Kuang 荀況; (Tang) Yang Jing 楊倞 (Komm.); (Qing) Lu Wenchao 盧文弨, Xie Yong 謝墉 (Komm.)
- Xinshu 新書, 10 juan (Han) Jia Yi 賈誼; (Qing) Lu Wenchao 盧文弨 (Komm.)
- Chunqiu fanlu 春秋繁露, 17 juan, Fulu 附錄, 1 juan, (Han) Dong Zhongshu 董仲舒; (Qing) Lu Wenchao 盧文弨 (Komm.)
- Yanshi jiaxun 顏氏家訓, 7 juan, App. Zhubu bing chongjiao  (附)注補並重校, 1 juan, App. Zhubuzheng (附)注補正, 1 juan, App. Renzi nian chongjiao (附)壬子年重校, 1 juan, (Nördliche Qi) Yan Zhitui 顏之推; (Qing) Zhao Ximing 趙曦明 (Komm.), (Qing) Lu Wenchao 盧文弨, Qian Daxin 錢大昕 (rev.)

- Qunshu shibu chubian 群書拾補初編, 39 juan (Qing) 盧文弨 Lu Wenchao:

Wujing zhengyi biao 五經正義表, 1 juan
Zhouyi zhushu jiaozheng 周易注疏校正, 1 juan
Zhouyi lülie jiaozheng 周易略例校正, 1 juan
Shangshu zhushu jiaozheng 尚書注疏校正, 1 juan
Chunqiu-Zuozhuan zhushu jiaozheng 春秋左傳注疏校正, 1 juan
Liji zhushu jiaozheng 禮記注疏校正, 1 juan
Yili zhushu jiaozheng 儀禮注疏校正, 1 juan
Lüshu dushi shiji buque 呂氏讀詩記補闕, 1 juan
Shiji Hui-Jing jian houzhe nianbiao jiaobu 史記惠景間侯者年表校補, 1 juan
Xu Hanshu zhi zhubu jiaozheng 續漢書志注補校正, 1 juan
Jinshu jiaozheng 晉書校正, 1 juan
Weishu jiaozheng 魏書校正, 1 juan
Songshi Xiaozong ji butuo 宋史孝宗紀補脫, 1 juan
Jinshi butuo 金史補脫, 1 juan
Zizhi tongjian xu buyi 資治通鋻序補逸, 1 juan
Wenxian tongkao jingji jiaobu 文獻通考經籍校補, 1 juan
Shitong jiaozheng 史通校正, 1 juan
Xintangshu jiumiu jiaobu 新唐書糾繆校補, 1 juan
Shanhaijing tuzan buyi 山海經圖讚補逸, 1 juan
Shuijing xu buyi 水經序補逸, 1 juan
Yantielun jiaobu 鹽鐵論校補, 1 juan
Xinxu jiaobu 新序校補, 1 juan
Shuoyuan jiaobu 說苑校補, 1 juan
Shenjian jiaozheng 申鋻校正, 1 juan
Liezi Zhang Zhan zhu jiaozheng 列子張湛注校正, 1 juan
Hanfeizi jiaozheng 韓非子校正, 1 juan
Yanzi chunqiu jiaozheng 晏子春秋校正, 1 juan
Fengsu tongyi jiaozheng yiwen 風俗通義校正逸文, 1 juan
Xinlun jiaozheng 新論校正, 1 juan
Qianxu jiaozheng 潛虛校正, 1 juan
Chunzhu jiwen buque 春渚紀聞補闕, 1 juan
Xiaotang jigulu jiaobu 嘯堂集古錄校補, 1 juan
Bao Zhao ji jiaobu 鮑照集校補, 1 juan
Wei Suzhou ji jiaozheng shiyi 韋蘇州集校正拾遺, 1 juan
Yuan Weizhi wenji jiaobu 元微之文集校補, 1 juan
Baishi wenji jiaozheng 白氏文集校正, 1 juan
Lin Hejing ji jiaozheng 林和靖集校正, 1 juan
Mingshi yiwen zhi 明史藝文志, 2 juan
Songshi yiwen zhi bu 宋史藝文志補, 1 juan
Bu Liao-Jin-Yuan yiwen zhi 補遼金元藝文志, 1 juan
- Xijing zaji 西京雜記, 2 juan (Han) Liu Xin 劉歆 oder (Jin) Ge Hong 葛洪; (Qing) Lu Wenchao 盧文弨 (Komm.)
- Duduan 獨斷, 2 juan (Han) Cai Yong 蔡邕; (Qing) Lu Wenchao 盧文弨 (Komm.)
- Sanshui xiaodu 三水小牘, 2 juan (Tang) Huangfu Mei 皇甫枚
- Zhongshan zhaji 鐘山札記, 4 juan (Qing) Lu Wenchao 盧文弨

- Longcheng zhaji 龍城札記, 3 juan (Qing) Lu Wenchao 盧文弨

- Jiechong jiwen chao 解舂集文鈔, 12 juan

Buyi 補遺, 2 juan
Shichao 詩鈔, 3 juan (Qing) Feng Jing 馮景
- Baojingtang wenji 抱經堂文集, 34 juan (Qing) Lu Wenchao 盧文弨